# ریپلی، ساری
ریپلی (به انگلیسی: Ripley) یک روستا، شهرک و محله مدنی در بریتانیا است که در Guildford واقع شده‌است. ریپلی ۹٫۲۷ کیلومتر مربع مساحت و ۲٬۰۲۹ نفر جمعیت دارد.